# جوزيف بيروتاوكس
جوزيف بيروتاوكس (8 يناير 1883 – 23 أبريل 1967) هو مبارز بالسيف فرنسي راحل، مثّل بلاده في الألعاب الأولمبية الصيفية 1924.

## روابط رياضية
جوزيف بيروتاوكس على موقع أوليمبيديا (الإنجليزية)